# 卢特贝克
卢特贝克（德語：Lutterbek）是德国石勒苏益格－荷尔斯泰因州的一个市镇。总面积3.23平方公里，总人口364人，其中男性190人，女性174人（2011年12月31日），人口密度113人/平方公里。